# Kulijníkovo
Kulijníkovo (en rus: Кулижниково) és un poble del krai de Krasnoiarsk, a Rússia, segons el cens del 2017 tenia 227 habitants. Pertany al districte municipal d'Aguínskoie.